# Беляевский район (Одесская область)
Беля́евский райо́н (укр. Біляївський район) — ликвидированная административная единица в центре Одесской области Украины. Административный центр — город Беляевка.
Район ликвидирован 17 июля 2020 года в рамках административно-территориальной реформы на Украине. Территория района вошла в состав вновь созданного Одесского района.

## География
По территории района протекают реки Турунчук и Барабой. Также на его территории находятся Хаджибейский и Куяльницкий лиманы, Кучурганский лиман. Часть территории района входит в заповедное урочище «Днестровские плавни».

## Население
По данным на 1 января 2019 года численность наличного населения района составила 81 251.

## Административное устройство
Количество советов:
- городских — 2
- поселковых — 1
- сельских — 21

Количество населённых пунктов:
- городов — 2
- посёлков городского типа — 1
- сёл — 43

посёлков — 6

## Достопримечательности
Храмы Беляевского района
Среди объектов культурного наследия в Беляевском районе известны такие памятники сакральной архитектуры:
- Свято-Успенский храм (основан в 1873 г.) город Беляевка
- Свято-Николаевская церковь (1897 г.) город Беляевка
- Свято-Ильинский храм (1888 г.) — в с. Ильинка
- Вознесенская церковь (1818 г.) — в с. Нерубайское
- Церковь Рождества (1822 г.) — в с. Усатово
- Петро-Павловская церковь (XIX век) — в с .Васильевка
- Свято-Николаевская церковь (основана в конце XIX века) — в с. Троицкое
- Католический костел Рождества Пресвятой Девы Марии расположен в с. Каменка

Музеи Беляевского района
- Беляевский историко-краеведческий музей.
- Ильинский филиал Беляевского районного историко-краеведческого музея.
- Нерубайские (Одесские) катакомбы — с. Нерубайское#Катакомбы (Музей партизанской славы)